# Эрдвег
Эрдвег (нем. Erdweg) — община в Германии, районный центр, расположен в земле Бавария. 
Подчиняется административному округу Верхняя Бавария. Входит в состав района Дахау.  Население составляет 5595 человек (на 31 декабря 2010 года). Занимает площадь 36,03 км².
Коммуна подразделяется на 18 сельских округов.